# کوکا-کولا اینترپرایس
کوکا-کولا اینترپرایس (انگلیسی: Coca-Cola Enterprises) شرکت صنایع غذایی آمریکایی است، که در سال ۱۹۸۶ تأسیس شد.